# Església Unitària de Cluj-Napoca

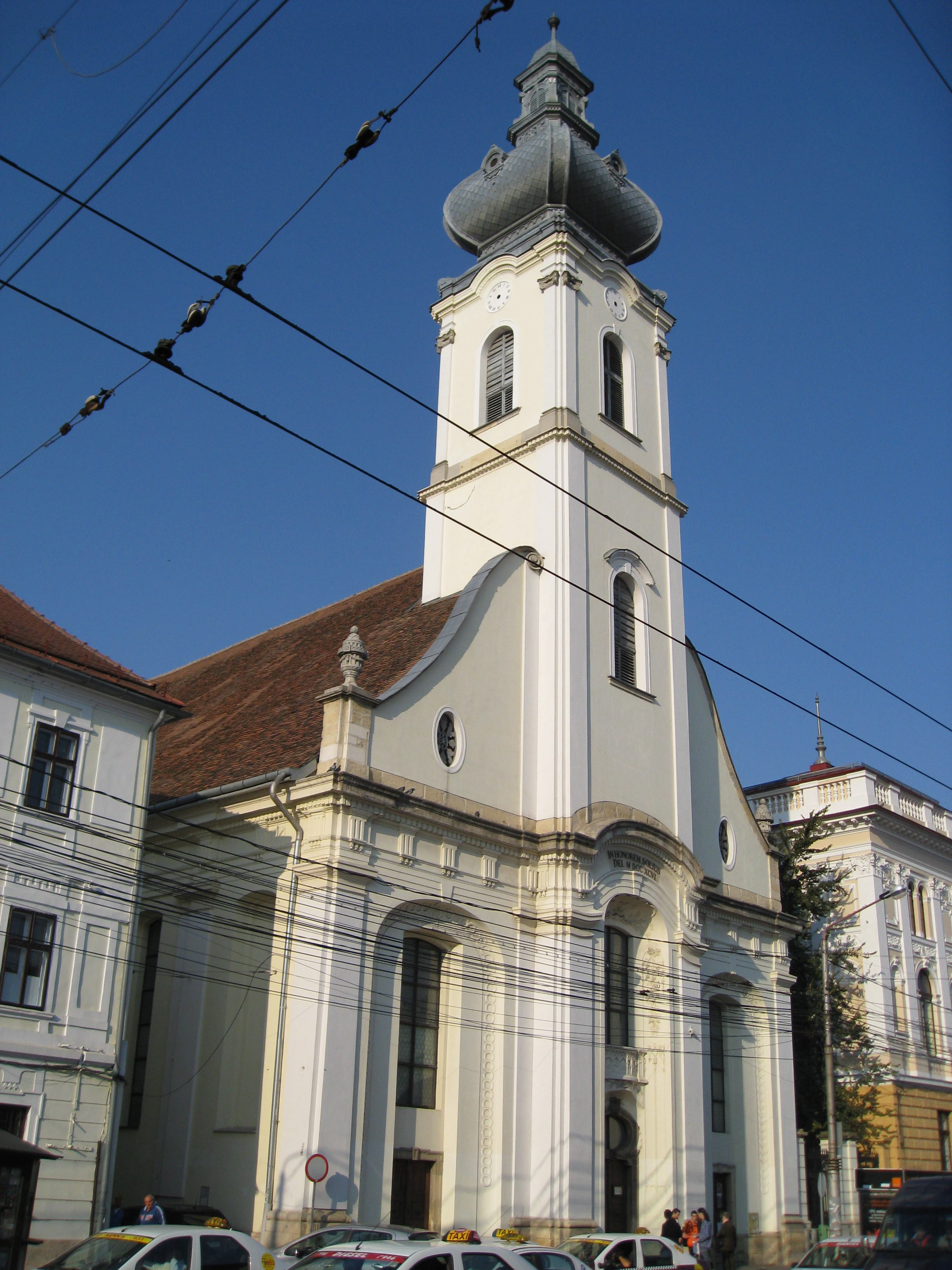
Església Unitària de Cluj-Napoca

L'Església Unitària de Cluj-Napoca (en romanès: Biserica Unitariană din Cluj; en hongarès: kolozsvári unitárius templom), situada al carrer #9 del 21 de desembre de 1989, és una església unitària de Cluj-Napoca (Romania).
Construït en estil barroc tardà entre 1792 i 1796, segons els plànols d'Anton (Antal) Türk, l'absis és semicircular i el vestíbul està orientat a migdia. Una agulla de dos pisos amb una teulada en forma de ceba domina la façana. Les parts superiors de la façana són fosques en comparació amb la inferior, que presenta alts nínxols entre les pilastres.
La fornícula central conté el portal, rematat per una finestra en forma d'el·lipse, un balcó petit i àmpliament esculpit i una altra finestra en forma de segment d'arc. Les pilastres tenen capitells dòrics i jònics, mentre que la decoració d'estuc neoclàssic inclou petxines esculpides, garlandes i raïms. L'església està catalogada com a monument històric pel Ministeri de Cultura i Afers Religiosos de Romania.